# Katolička biskupija Kildare i Leighlin
Katolička biskupija Kildare i Leighlin (engl. Diocese of Kildare and Leighlin), irski Deoise Chill Dara agus Leithghlinn) je katolička biskupija u Irskoj. Predstavlja jednu od tri sufraganske biskupije unutar metropolitanske Baileáthacliathske nadbiskupije (dublinske nadbiskupije).
Njen teritorij sadrži skoro cijeli okrug Carlow, najveći dio okruga Kildfare i dijelove okruga Offalyja, Laoisa, Kilkennyja, Wexforda i Wicklowa.
Biskupija potječe od kildareske opatije, koju je, prema predaji, u ranom srednjem vijeku osnovala Brigit Kildareska.